# Euchromia orientalis
Euchromia orientalis là một loài bướm đêm thuộc phân họ Arctiinae, họ Erebidae.